# Ryan Lochte
Ryan Steven Lochte (Rochester, 3 de agosto de 1984) es un ex-deportista estadounidense que compitió en natación, especialista en los estilos libre, espalda y estilo combinado. Es uno de los nadadores más laureados de la historia: seis veces campeón olímpico y 39 veces campeón mundial.

## Trayectoria deportiva
Participó en cuatro Juegos Olímpicos de Verano, obteniendo en total doce medallas: oro y plata en Atenas 2004, dos oros y dos bronces en Pekín 2008, dos oros, dos platas y un bronce en Londres 2012 y oro en Río de Janeiro 2016.
Ganó 27 medallas en el Campeonato Mundial de Natación entre los años 2005 y 2015, 38 medallas en el Campeonato Mundial de Natación en Piscina Corta entre los años 2004 y 2014, y doce medallas en el Campeonato Pan-Pacífico de Natación entre los años 2006 y 2014. Además, obtuvo doce medallas de oro en el Campeonato de Natación de Estados Unidos.
Estableció nuevos récords mundiales en piscina larga en  los 200 m espalda (1:53,94, en agosto de 2008) y los 200 m estilos (1:54,00, julio de 2011), y como parte del relevo 4 × 200 m libre (6:58,55, julio de 2009) y del relevo 4 × 100 m libre mixto (3:23,05, en agosto de 2015).
Fue elegido «Atleta del Año» por la Federación Internacional de Natación (FINA) en tres años: 2010, 2011 y 2013. Además, fue nombrado «Atleta del Año» por la revista Swimming World en 2010 y 2011.

## Polémica
Después de su participación en los Juegos Olímpicos de Río de Janeiro 2016, fue acusado de causar destrozos en una gasolinera junto con otros tres compañeros de equipo, y de haber tergiversado los hechos diciendo que ellos habían sido asaltados por hombres armados. Fue sancionado con diez meses de suspensión por el Comité Olímpico Estadounidense y la FINA.
En julio de 2018 la Agencia Antidopaje de Estados Unidos le impuso una sanción de catorce meses por haber recibido una transfusión que violó el código antidopaje; si bien la sustancia recibida, un complemento vitamínico, no era prohibida, la dosis superó el límite permitido.
Después de cumplir la suspensión, regresó a la competición con el objetivo de disputar sus quintos Juegos Olímpicos; sin embargo, falló en clasificarse y no pudo competir en Tokio 2020.

## Vida personal
Es graduado en Gestión Deportiva por la Universidad de Florida.
Está casado desde 2018 con la playmate Kayla Rae Reid, con quien tiene tres hijos.
Aparte de su carrera deportiva, ha participado en algunos programas de televisión. En 2012 apareció en un episodio de la serie de televisión de NBC 30 Rock y en un episodio de la serie de The CW 90210.
En 2013 se estrenó un programa de telerrealidad llamado What Would Ryan Lochte Do?, emitido en E!.
En 2016, después de los Juegos de Río de Janeiro, formó parte del elenco de la temporada 23 de Dancing with the Stars; tuvo como pareja a la bailarina Cheryl Burke, y fueron eliminados en la octava semana.
En 2017 participó como actor secundario en la película All I Wish.
En 2018 apareció en un episodio de la serie de animación de Fox Padre de familia.
En 2023 participó en la serie de telerrealidad The Traitors de la plataforma Peacock.

## Palmarés internacional
| Juegos Olímpicos                    | Juegos Olímpicos              | Juegos Olímpicos  | Juegos Olímpicos      |
| Año                                 | Lugar                         | Medalla           | Prueba                |
| ----------------------------------- | ----------------------------- | ----------------- | --------------------- |
| 2004                                | Atenas (Grecia)               | Medalla de oro    | 4 × 200 m libre       |
| 2004                                | Atenas (Grecia)               | Medalla de plata  | 200 m estilos         |
| 2008                                | Pekín (China)                 | Medalla de oro    | 200 m espalda         |
| 2008                                | Pekín (China)                 | Medalla de oro    | 4 × 200 m libre       |
| 2008                                | Pekín (China)                 | Medalla de bronce | 200 m estilos         |
| 2008                                | Pekín (China)                 | Medalla de bronce | 400 m estilos         |
| 2012                                | Londres (Reino Unido)         | Medalla de oro    | 400 m estilos         |
| 2012                                | Londres (Reino Unido)         | Medalla de oro    | 4 × 200 m libre       |
| 2012                                | Londres (Reino Unido)         | Medalla de plata  | 200 m estilos         |
| 2012                                | Londres (Reino Unido)         | Medalla de plata  | 4 × 100 m libre       |
| 2012                                | Londres (Reino Unido)         | Medalla de bronce | 200 m espalda         |
| 2016                                | Río de Janeiro (Brasil)       | Medalla de oro    | 4 × 200 m libre       |
| Campeonato Mundial                  |                               |                   |                       |
| Año                                 | Lugar                         | Medalla           | Prueba                |
| 2005                                | Montreal (Canadá)             | Medalla de oro    | 4 × 200 m libre       |
| 2005                                | Montreal (Canadá)             | Medalla de bronce | 200 m espalda         |
| 2005                                | Montreal (Canadá)             | Medalla de bronce | 200 m estilos         |
| 2007                                | Melbourne (Australia)         | Medalla de oro    | 200 m espalda         |
| 2007                                | Melbourne (Australia)         | Medalla de oro    | 4 × 200 m libre       |
| 2007                                | Melbourne (Australia)         | Medalla de plata  | 100 m espalda         |
| 2007                                | Melbourne (Australia)         | Medalla de plata  | 200 m estilos         |
| 2007                                | Melbourne (Australia)         | Medalla de plata  | 400 m estilos         |
| 2009                                | Roma (Italia)                 | Medalla de oro    | 200 m estilos         |
| 2009                                | Roma (Italia)                 | Medalla de oro    | 400 m estilos         |
| 2009                                | Roma (Italia)                 | Medalla de oro    | 4 × 100 m libre       |
| 2009                                | Roma (Italia)                 | Medalla de oro    | 4 × 200 m libre       |
| 2009                                | Roma (Italia)                 | Medalla de bronce | 200 m espalda         |
| 2011                                | Shanghái (China)              | Medalla de oro    | 200 m libre           |
| 2011                                | Shanghái (China)              | Medalla de oro    | 200 m espalda         |
| 2011                                | Shanghái (China)              | Medalla de oro    | 200 m estilos         |
| 2011                                | Shanghái (China)              | Medalla de oro    | 400 m estilos         |
| 2011                                | Shanghái (China)              | Medalla de oro    | 4 × 200 m libre       |
| 2013                                | Barcelona (España)            | Medalla de oro    | 200 m espalda         |
| 2013                                | Barcelona (España)            | Medalla de oro    | 200 m estilos         |
| 2013                                | Barcelona (España)            | Medalla de oro    | 4 × 200 m libre       |
| 2013                                | Barcelona (España)            | Medalla de plata  | 4 × 100 m libre       |
| 2015                                | Kazán (Rusia)                 | Medalla de oro    | 200 m estilos         |
| 2015                                | Kazán (Rusia)                 | Medalla de oro    | 4 × 100 m estilos     |
| 2015                                | Kazán (Rusia)                 | Medalla de oro    | 4 × 100 m libre mixto |
| 2015                                | Kazán (Rusia)                 | Medalla de plata  | 4 × 200 m libre       |
| Campeonato Mundial en Piscina Corta |                               |                   |                       |
| Año                                 | Lugar                         | Medalla           | Prueba                |
| 2004                                | Indianápolis (Estados Unidos) | Medalla de oro    | 4 × 200 m libre       |
| 2004                                | Indianápolis (Estados Unidos) | Medalla de plata  | 200 m estilos         |
| 2004                                | Indianápolis (Estados Unidos) | Medalla de bronce | 200 m libre           |
| 2006                                | Shanghái (China)              | Medalla de oro    | 200 m espalda         |
| 2006                                | Shanghái (China)              | Medalla de oro    | 200 m estilos         |
| 2006                                | Shanghái (China)              | Medalla de oro    | 400 m estilos         |
| 2006                                | Shanghái (China)              | Medalla de plata  | 4 × 100 m estilos     |
| 2006                                | Shanghái (China)              | Medalla de bronce | 4 × 100 m libre       |
| 2006                                | Shanghái (China)              | Medalla de bronce | 4 × 200 m libre       |
| 2008                                | Mánchester (Reino Unido)      | Medalla de oro    | 100 m estilos         |
| 2008                                | Mánchester (Reino Unido)      | Medalla de oro    | 200 m estilos         |
| 2008                                | Mánchester (Reino Unido)      | Medalla de oro    | 400 m estilos         |
| 2008                                | Mánchester (Reino Unido)      | Medalla de oro    | 4 × 100 m libre       |
| 2008                                | Mánchester (Reino Unido)      | Medalla de plata  | 200 m espalda         |
| 2008                                | Mánchester (Reino Unido)      | Medalla de plata  | 4 × 100 m estilos     |
| 2010                                | Dubái (EAU)                   | Medalla de oro    | 200 m libre           |
| 2010                                | Dubái (EAU)                   | Medalla de oro    | 200 m espalda         |
| 2010                                | Dubái (EAU)                   | Medalla de oro    | 100 m estilos         |
| 2010                                | Dubái (EAU)                   | Medalla de oro    | 200 m estilos         |
| 2010                                | Dubái (EAU)                   | Medalla de oro    | 400 m estilos         |
| 2010                                | Dubái (EAU)                   | Medalla de oro    | 4 × 100 m estilos     |
| 2010                                | Dubái (EAU)                   | Medalla de plata  | 4 × 200 m libre       |
| 2012                                | Estambul (Turquía)            | Medalla de oro    | 200 m libre           |
| 2012                                | Estambul (Turquía)            | Medalla de oro    | 100 m estilos         |
| 2012                                | Estambul (Turquía)            | Medalla de oro    | 200 m estilos         |
| 2012                                | Estambul (Turquía)            | Medalla de oro    | 4 × 100 m libre       |
| 2012                                | Estambul (Turquía)            | Medalla de oro    | 4 × 200 m libre       |
| 2012                                | Estambul (Turquía)            | Medalla de oro    | 4 × 100 m estilos     |
| 2012                                | Estambul (Turquía)            | Medalla de plata  | 200 m espalda         |
| 2012                                | Estambul (Turquía)            | Medalla de bronce | 100 m mariposa        |
| 2014                                | Doha (Catar)                  | Medalla de oro    | 4 × 200 m libre       |
| 2014                                | Doha (Catar)                  | Medalla de plata  | 200 m espalda         |
| 2014                                | Doha (Catar)                  | Medalla de plata  | 200 m estilos         |
| 2014                                | Doha (Catar)                  | Medalla de plata  | 4 × 50 m libre        |
| 2014                                | Doha (Catar)                  | Medalla de plata  | 4 × 100 m estilos     |
| 2014                                | Doha (Catar)                  | Medalla de bronce | 200 m libre           |
| 2014                                | Doha (Catar)                  | Medalla de bronce | 100 m estilos         |
| 2014                                | Doha (Catar)                  | Medalla de bronce | 4 × 100 m libre       |
| Campeonato Pan-Pacífico             |                               |                   |                       |
| Año                                 | Lugar                         | Medalla           | Prueba                |
| 2006                                | Victoria (Canadá)             | Medalla de oro    | 4 × 200 m libre       |
| 2006                                | Victoria (Canadá)             | Medalla de plata  | 100 m espalda         |
| 2006                                | Victoria (Canadá)             | Medalla de plata  | 200 m estilos         |
| 2010                                | Irvine (Estados Unidos)       | Medalla de oro    | 200 m libre           |
| 2010                                | Irvine (Estados Unidos)       | Medalla de oro    | 200 m espalda         |
| 2010                                | Irvine (Estados Unidos)       | Medalla de oro    | 200 m estilos         |
| 2010                                | Irvine (Estados Unidos)       | Medalla de oro    | 400 m estilos         |
| 2010                                | Irvine (Estados Unidos)       | Medalla de oro    | 4 × 100 m libre       |
| 2010                                | Irvine (Estados Unidos)       | Medalla de oro    | 4 × 200 m libre       |
| 2014                                | Gold Coast (Australia)        | Medalla de oro    | 4 × 200 m libre       |
| 2014                                | Gold Coast (Australia)        | Medalla de plata  | 100 m mariposa        |
| 2014                                | Gold Coast (Australia)        | Medalla de plata  | 4 × 100 m libre       |